# Canton de Gâtinais en Bourgogne
Le canton de Gâtinais en Bourgogne est une circonscription électorale française située dans le département de l'Yonne et la région Bourgogne-Franche-Comté.

## Histoire
Un nouveau découpage territorial de l'Yonne entre en vigueur à l'occasion des premières élections départementales suivant le décret du 13 février 2014. Les conseillers départementaux sont, à compter de ces élections de mars 2015, élus au scrutin majoritaire binominal mixte. Les électeurs de chaque canton élisent au Conseil départemental, nouvelle appellation du Conseil général, deux membres de sexe différent, qui se présentent en binôme de candidats. Les conseillers départementaux sont élus pour 6 ans au scrutin binominal majoritaire à deux tours, l'accès au second tour nécessitant 12,5 % des inscrits au 1er tour. En outre la totalité des conseillers départementaux est renouvelée. Ce nouveau mode de scrutin nécessite un redécoupage des cantons dont le nombre est divisé par deux avec arrondi à l'unité impaire supérieure si ce nombre n'est pas entier impair, assorti de conditions de seuils minimaux. Dans l'Yonne, le nombre de cantons passe ainsi de 42 à 21.
Le canton de Gâtinais en Bourgogne est créé par ce décret. Il est formé de communes des anciens cantons de Chéroy (16 communes), de Sens-Ouest (5 communes) et de Pont-sur-Yonne (3 communes). Il est entièrement inclus dans l'arrondissement de Sens. Le bureau centralisateur est situé à Saint-Valérien.

## Représentation
| Période élective | Période élective | Mandat | Mandat   | Identité              | Nuance | Nuance | Qualité                                                                 |
| ---------------- | ---------------- | ------ | -------- | --------------------- | ------ | ------ | ----------------------------------------------------------------------- |
| 2015             | 2021             | 2015   | 2021     | Delphine Grémy        |        | DVD    | Chef d'entreprise Adjointe au maire de Collemiers                       |
| 2015             | 2021             | 2015   | 2021     | Jean-Baptiste Lemoyne |        | LREM   | Sénateur (2014-2017 et 2020), ancien maire de Vallery Secrétaire d'Etat |
| 2021             | 2028             | 2021   | en cours | Christian Deschamps   |        | DVD    | Agriculteur, maire d'Égriselles-le-Bocage depuis 2008                   |
| 2021             | 2028             | 2021   | en cours | Delphine Grémy        |        | DVD    | Conseillère sortante                                                    |

### Résultats détaillés

#### Élections de mars 2015
Lors des élections départementales de 2015, le binôme composé de Delphine Gremy et Jean-Baptiste Lemoyne (Union de la Droite) est élu au premier tour avec 59,21 % des suffrages exprimés, devant le binôme composé de Nathalie Biguet et Jean-Pierre Morel (FN) (40,79 %). Le taux de participation est de 53,18 % (6 021 votants sur 11 321 inscrits) contre 51,97 % au niveau départemental et 50,17 % au niveau national.
Jean-Baptiste Lemoyne a quitté LR et est membre de La République en marche.

#### Élections de juin 2021
Le premier tour des élections départementales de 2021 est marqué par un très faible taux de participation (33,26 % au niveau national). Dans le canton de Gâtinais en Bourgogne, ce taux de participation est de 37,29 % (4 314 votants sur 11 569 inscrits) contre 35,12 % au niveau départemental. À l'issue de ce premier tour, deux binômes sont en ballottage : Christian Deschamps et Delphine Gremy (DVD, 37,49 %) et Jean-Luc Henry et Vanessa Hernandez (RN, 28,06 %).
Le second tour des élections est marqué une nouvelle fois par une abstention massive équivalente au premier tour. Les taux de participation sont de 34,36 % au niveau national, 36,29 % dans le département et 37,93 % dans le canton de Gâtinais en Bourgogne. Christian Deschamps et Delphine Gremy (DVD) sont élus avec 64,26 % des suffrages exprimés (2 661 voix pour 4 389 votants et 11 572 inscrits),,.

## Composition
Le nouveau canton de Gâtinais en Bourgogne comprend vingt-quatre communes entières.
| Nom                                    | Code Insee | Intercommunalité            | Superficie (km2) | Population (dernière pop. légale) | Densité (hab./km2) | Modifier                                    |
| -------------------------------------- | ---------- | --------------------------- | ---------------- | --------------------------------- | ------------------ | ------------------------------------------- |
| Saint-Valérien (bureau centralisateur) | 89370      | CC du Gâtinais en Bourgogne | 22,31            | 1 806 (2022)                      | 81                 | modifier les données · modifier les données |
| La Belliole                            | 89036      | CC du Gâtinais en Bourgogne | 8,49             | 220 (2022)                        | 26                 | modifier les données · modifier les données |
| Brannay                                | 89054      | CC du Gâtinais en Bourgogne | 10,81            | 778 (2022)                        | 72                 | modifier les données · modifier les données |
| Chéroy                                 | 89100      | CC du Gâtinais en Bourgogne | 10,52            | 1 763 (2022)                      | 168                | modifier les données · modifier les données |
| Collemiers                             | 89113      | CA du Grand Sénonais        | 10,70            | 661 (2022)                        | 62                 | modifier les données · modifier les données |
| Cornant                                | 89116      | CC du Gâtinais en Bourgogne | 5,06             | 364 (2022)                        | 72                 | modifier les données · modifier les données |
| Courtoin                               | 89126      | CC du Gâtinais en Bourgogne | 6,15             | 35 (2022)                         | 5,7                | modifier les données · modifier les données |
| Dollot                                 | 89143      | CC du Gâtinais en Bourgogne | 15,28            | 326 (2022)                        | 21                 | modifier les données · modifier les données |
| Domats                                 | 89144      | CC du Gâtinais en Bourgogne | 24,15            | 795 (2022)                        | 33                 | modifier les données · modifier les données |
| Égriselles-le-Bocage                   | 89151      | CC du Gâtinais en Bourgogne | 23,69            | 1 387 (2022)                      | 59                 | modifier les données · modifier les données |
| Fouchères                              | 89180      | CC du Gâtinais en Bourgogne | 14,72            | 460 (2022)                        | 31                 | modifier les données · modifier les données |
| Jouy                                   | 89209      | CC du Gâtinais en Bourgogne | 17,60            | 519 (2022)                        | 29                 | modifier les données · modifier les données |
| Lixy                                   | 89229      | CC du Gâtinais en Bourgogne | 12,02            | 489 (2022)                        | 41                 | modifier les données · modifier les données |
| Montacher-Villegardin                  | 89264      | CC du Gâtinais en Bourgogne | 29,20            | 719 (2022)                        | 25                 | modifier les données · modifier les données |
| Nailly                                 | 89274      | CC du Gâtinais en Bourgogne | 21,61            | 1 329 (2022)                      | 61                 | modifier les données · modifier les données |
| Saint-Agnan                            | 89332      | CC du Gâtinais en Bourgogne | 13,22            | 934 (2022)                        | 71                 | modifier les données · modifier les données |
| Savigny-sur-Clairis                    | 89380      | CC du Gâtinais en Bourgogne | 16,44            | 451 (2022)                        | 27                 | modifier les données · modifier les données |
| Subligny                               | 89404      | CC du Gâtinais en Bourgogne | 7,88             | 520 (2022)                        | 66                 | modifier les données · modifier les données |
| Vallery                                | 89428      | CC du Gâtinais en Bourgogne | 12,43            | 579 (2022)                        | 47                 | modifier les données · modifier les données |
| Vernoy                                 | 89442      | CC du Gâtinais en Bourgogne | 14,42            | 244 (2022)                        | 17                 | modifier les données · modifier les données |
| Villebougis                            | 89450      | CC du Gâtinais en Bourgogne | 11,81            | 635 (2022)                        | 54                 | modifier les données · modifier les données |
| Villeneuve-la-Dondagre                 | 89459      | CC du Gâtinais en Bourgogne | 14,55            | 337 (2022)                        | 23                 | modifier les données · modifier les données |
| Villeroy                               | 89466      | CC du Gâtinais en Bourgogne | 7,10             | 385 (2022)                        | 54                 | modifier les données · modifier les données |
| Villethierry                           | 89467      | CC du Gâtinais en Bourgogne | 20,88            | 800 (2022)                        | 38                 | modifier les données · modifier les données |
| Canton de Gâtinais en Bourgogne        | 8910       |                             | 351,04           | 16 536 (2022)                     | 47                 | modifier les données                        |

## Démographie
En 2022, le canton comptait 16 536 habitants, en évolution de +1,88 % par rapport à 2016 (Yonne : −1,95 %, France hors Mayotte : +2,11 %).
| 2013   | 2018   | 2022   |
| ------ | ------ | ------ |
| 16 001 | 16 324 | 16 536 |